# Culex yeageri
Culex yeageri är en tvåvingeart som beskrevs av Francisco E. Baisas 1935. Culex yeageri ingår i släktet Culex och familjen stickmyggor. Inga underarter finns listade i Catalogue of Life.